# Pierluigi Bresciani
Pierluigi Bresciani (Seravezza, 26 febbraio 1972) è un allenatore di hockey su pista ed ex hockeista su pista italiano, allenatore dell'Amatori Lodi.

## Caratteristiche tecniche
Pierluigi Bresciani è un difensore "leggero" ma efficiente, la sua particolarità è la velocità e la sua visione di gioco.

## Carriera
Nasce a Seravezza in provincia di Lucca, ma hockeisticamente si forma nell'HC Forte dei Marmi. Debutta in Serie A1 all'età di 17 anni, nella stagione 1989/90, nell'allora Emporio Armani Forte dei Marmi con cui disputerà due stagioni prima di lasciare la sua città per trasferirsi all'Hockey Thiene. Una stagione al Thiene e poi un lungo girovagare fra Italia ed Europa: Bassano Hockey 54, Amatori Lodi, ancora Bassano poi Hockey Primavera Prato, Amatori Vercelli, Seixal (Portogallo), Hockey Primavera Prato, ennesimo ritorno a Bassano, Hockey Breganze ed infine Follonica Hockey.
Dalla stagione sportiva 2013-2014 gioca nelle file del Pieve 010. Nella stagione 2015-2016 vince il campionato italiano di hockey su pista allenando i tre volte campioni d'Italia Forte dei Marmi.
Sin dall'età di 22 anni è stato convocato quasi costantemente in Nazionale, raggiungendo la 50ª presenza nel 2003. Vincitore dell'Europeo Juniores nel 1991, nel 1994 entra nell'orbita dei Senior. Colleziona 1 Oro Mondiale (1997 Wuppertal, Germania), 1 Argento Mondiale (2003 Oliveira De Azemeis, Portogallo), 3 Bronzi Europei (1994 Madeira, Portogallo; 1998 Paco de Ferreira, Portogallo; 2002 Firenze, Italia). Partecipa anche al Torneo RTP 2002 in Portogallo dove per la prima volta è insignito della fascia di Capitano, usualmente data a Dario Rigo.

## Palmarès

### Giocatore

#### Club

##### Titoli nazionali
- Campionato italiano: 1

Prato Primavera: 2002-2003
- Coppa Italia: 4

Prato Primavera: 2002-2003
Follonica: 2008-2009, 2009-2010
Amatori Lodi: 2011-2012
- Supercoppa italiana: 2

Bassano 54: 2007
Follonica: 2008

##### Titoli internazionali
- Coppa del Mondo per club: 1

Bassano 54: 2006

### Nazionale
- Campionato mondiale: 1

Wuppertal 1997

### Allenatore

#### Club

##### Titoli nazionali
- Campionato italiano: 3

Forte dei Marmi: 2015-2016, 2018-2019
Amatori Lodi: 2020-2021
- Coppa Italia: 2

Forte dei Marmi: 2016-2017
Amatori Lodi: 2020-2021
- Supercoppa italiana: 2

Forte dei Marmi: 2017, 2019